# Charles Higham

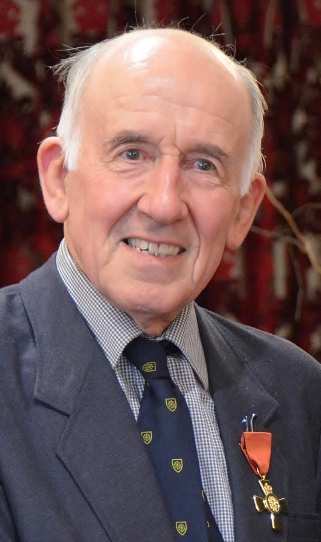
Charles Higham (2016)

Charles Higham ONZM (* 1939 in England) ist ein britischer Archäologe und Anthropologe, der sich insbesondere mit der Ur- und Frühgeschichte des südostasiatischen Festlands, der Zivilisation von Angkor und ihren Vorläufern befasst. Er ist emeritierter Professor für Archäologie der University of Otago in Dunedin (Neuseeland).

## Leben und Werk
Highams Vater war Architekt. Er interessierte sich schon in seiner Jugend für Archäologie und half mit 15 Jahren mit seinem Bruder bei Ausgrabungen in Snail Down bei Stonehenge und später bei anderen Ausgrabungen in Wales, Frankreich und Griechenland. Er begann sein Studium der Archäologie an der Universität London und ging 1959 an die Cambridge University, wo er bei Grahame Clark über die Knochen von Rindern aus Ausgrabungen in Dänemark und der Schweiz promovierte.
Mit seiner Familie zog er 1967 nach Neuseeland an die Universität Otago, wo er anhand der Muscheln im Abfall der Maoris deren prähistorische Wanderungen untersuchte. 1969 wurde er dort Professor für Archäologie. Im selben Jahr traf er die US-Archäologen Wilhelm Solheim, Donn Bayard und Chester Gorman in Thailand und beteiligte sich an Ausgrabungen Gormans auf dem Khorat-Plateau. 1974 entdeckte er mit dem thailändischen Archäologen Prisit Charoenwongsa in Ban Chiang Bronzearbeiten, die sich später bei einem Alter von 4000 Jahren als die dort ältesten Zeichen der Metallbearbeitung erwiesen. 1981 fand er bei Ban Na Di weitere Bronzearbeiten aus der Zeit um 1300 vor Christus.
Mit Ratchanie Thosarat führte er Ausgrabungen am Grabhügel von Khok Phanom Di durch. Zusammen starteten beide ein multidisziplinäres Forschungsprogramm über die Ursprünge der Angkor-Zivilisation und die Erforschung der Eisenzeit der Region um 500 vor Christus. Higham grub auch in Nong Nor, Ban Lum Khao und Noen U-Loke.
Im Jahre 2001 legten Higham und Thosarat nahe dem Khmer-Tempel Baksei Chamkrong in Angkor prähistorisches Material frei. Anschließend konzentrierten sich seine Forschungen auf das Gebiet von Nordost-Thailand, dem Isan. 2006 grub Higham mit thailändischen Archäologen in Ban Non Wat.
Charles Higham ist seit 2000 korrespondierendes Mitglied der British Academy in der Sektion Archäologie. Sein Sohn Thomas Higham ist ebenfalls Archäologe und Professor an der University of Oxford. Sein Sohn James Higham ist auch Professor an der University of Otago, jedoch für Geographie.

## Schriften
- The Bronze Age of Southeast Asia. Cambridge University Press, Cambridge u. a. 1996, ISBN 0-521-49660-8.
- mit Rachanie Thosarat: Prehistoric Thailand. From early settlement to Sukhothai. River Books, Bangkok 1998, ISBN 974-8225-30-5.
- The Civilization of Angkor. Weidenfeld & Nicolson, London 2001, ISBN 0-297-82457-0.
- Early Cultures of Mainland Southeast Asia. River Books, Bangkok 2002, ISBN 974-8225-70-4.
- Encyclopedia of Ancient Asian Civilizations. Facts on Files, New York NY 2004, ISBN 0-8160-4640-9.